# Stactobiella biramosa
Stactobiella biramosa är en nattsländeart som beskrevs av Martynov 1929. Stactobiella biramosa ingår i släktet Stactobiella och familjen smånattsländor. Inga underarter finns listade i Catalogue of Life.